# فقاره زاویه
فقاره زاویه (به عربی: فقارة الزاوية) یک شهرداری در الجزایر است که در ناحیه عین صالح واقع شده‌است. فقاره زاویه ۶۱٬۳۱۳ کیلومتر مربع مساحت و ۶٬۶۴۹ نفر جمعیت دارد و ۳۰۵ متر بالاتر از سطح دریا واقع شده‌است.